# Ампурданська кухня

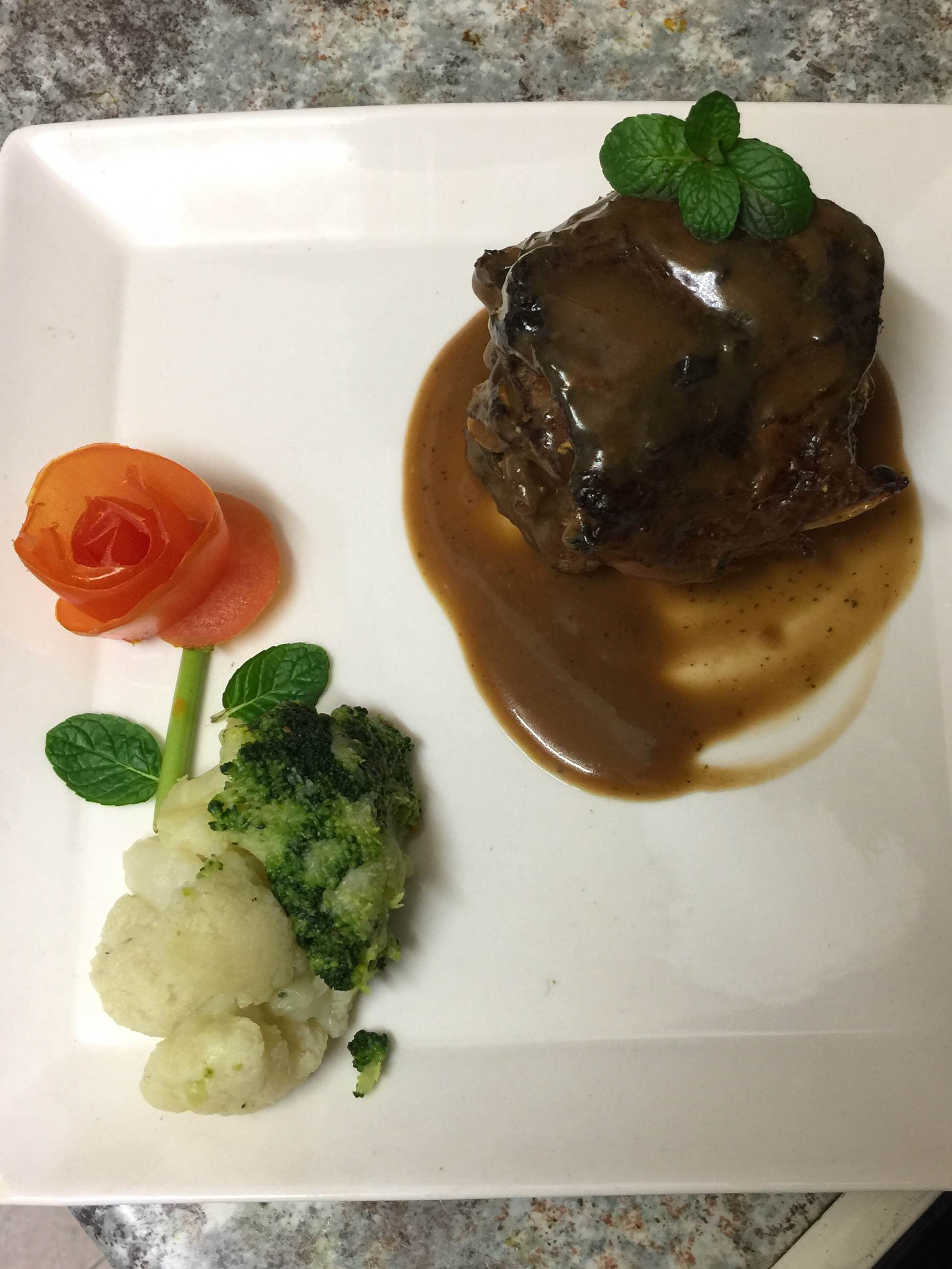
М'ясо ягня під соусом

Кухня Ампурдана — це їжа та напої, типові для кухні Ампурдана, каталонського природного та історичного регіону. Ця кухня вважається морською та гірською кухнею, а іноді й «гастрономічним заповідником» Каталонії. Кухня Ампурдана є різновидом каталонської кухні та є сезонною кухнею, в якій ретельно продумані страви змішуються з продуктами, які ледве приготувалися, і в якій завжди присутні софрито і пікада.  
Ампурдан розташовано, за винятком Кап-де-Креус, на великій рівнині між Піренеями, Гаваррес і узбережжям Балеарського моря. Кухня Ампурдан формувалась на ресурсах морської природи, флори та фауни посушливих районів субтропиків, гірських лісів, а також водно-болотних угідь річок Муга, Флувіа та Тер. Основними елементами кухні є риба, м'ясо свинини, ковбаси, птиця та овочі. Приплив туризму створив чудовий ресторанний сектор, який вплинув на гастрономічну пропозицію та сформував мережу різноманітних закладів харчування, яка мала кілька ресторанів високого класу, зокрема ElBulli in Розасі.

## Кулінарні техніки

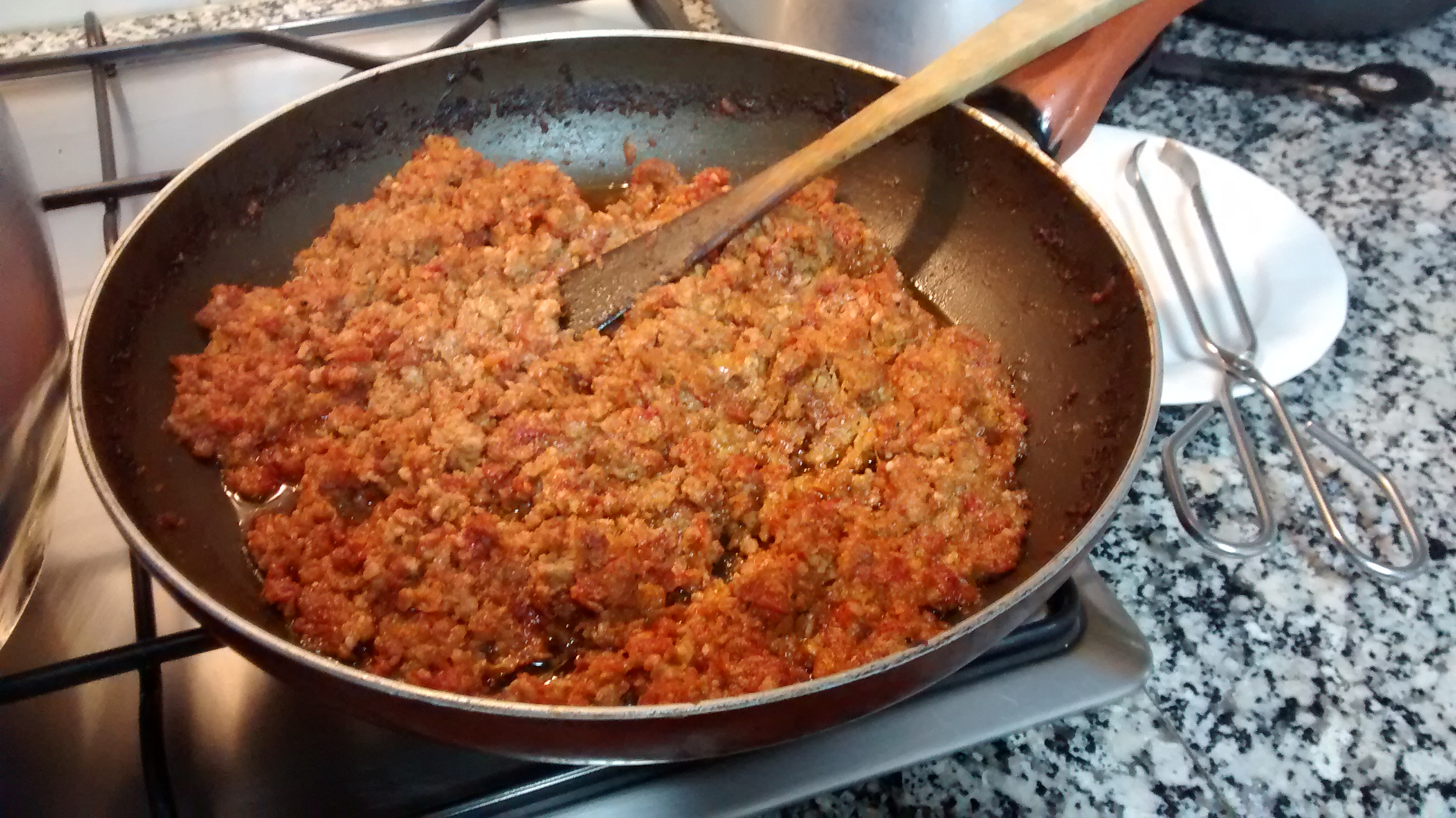
Софрито

### Соус софрито
Софрито є типовою кулінарною технікою Ампурдана. Соус готується через обсмажування на оливковій олії певної кількості нарізаної або подрібненої цибулі. Як тільки цибуля стане золотистою, можна додається часник, петрушка і помідори. Залежно від страви, яку готують, цибуля має бути більш-менш золотистого кольору. Готувати соус потрібно на повільному вогні. Він використовується як основа для багатьох соусів для пасти, таких як соус болоньєзе, але іноді його можна використовувати як основу для інших страв, таких як пасеровані овочі.

### Пікада
Пікада — один із характерних соусів і кулінарних прийомів, важливих для каталонської кухні. Історично пікада з мигдалю задокументована в каталонській кухні з 13 століття. Пікаду використовують, щоб забезпечити чудовий завершальний штрих до багатьох рецептів: м'яса, риби, рису, супів, бобових, овочів. Соус виготовляється шляхом подрібнення борошнистого елемента, який надає густоту, наприклад хліба (сухарі) або печива, горіхів з іншим елементом, який надає смаку, наприклад часником, петрушкою, шафраном тощо. Рідше використовуються кориця, варена печінка (куряча або кроляча), шоколад, кмин та інші спеції. Коли все перетвориться на пасту, її змішують з рідиною (вода, бульйон, вино тощо). Традиційно товчуть за допомогою ступки. Пікада обов'язково повинна містити основні три інгредієнта: горіхи, хліб і трохи рідини.
Це не самостійний соус, як майонез чи ромеско, його додають як приправу під час приготування, щоб зв'язувати страву (зазвичай рагу, запіканки), що готується. Існує велика різноманітність соусів пікада.

## Традиційні продукти

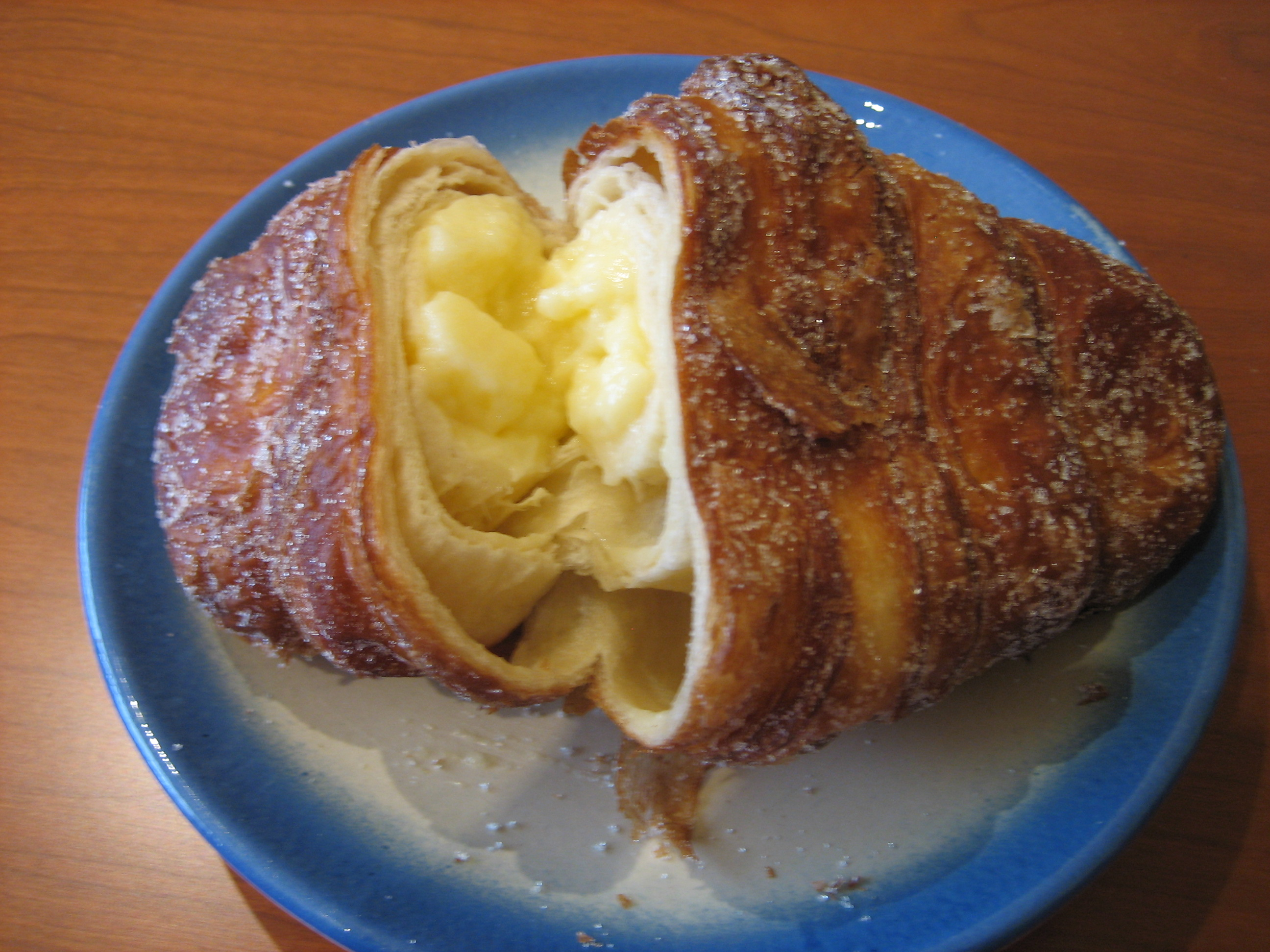
Сюіхо де Жирона

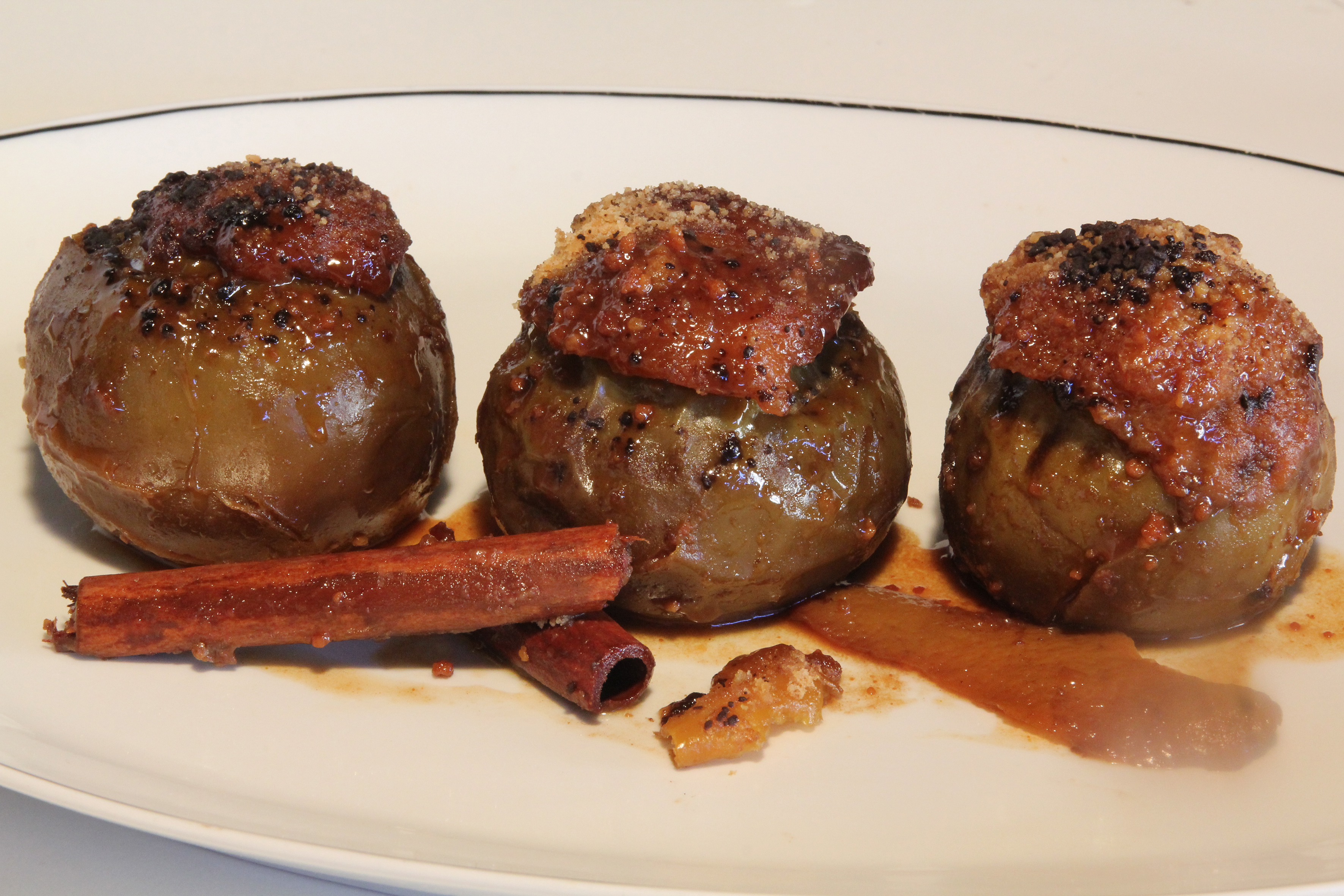
Фаршировані яблука

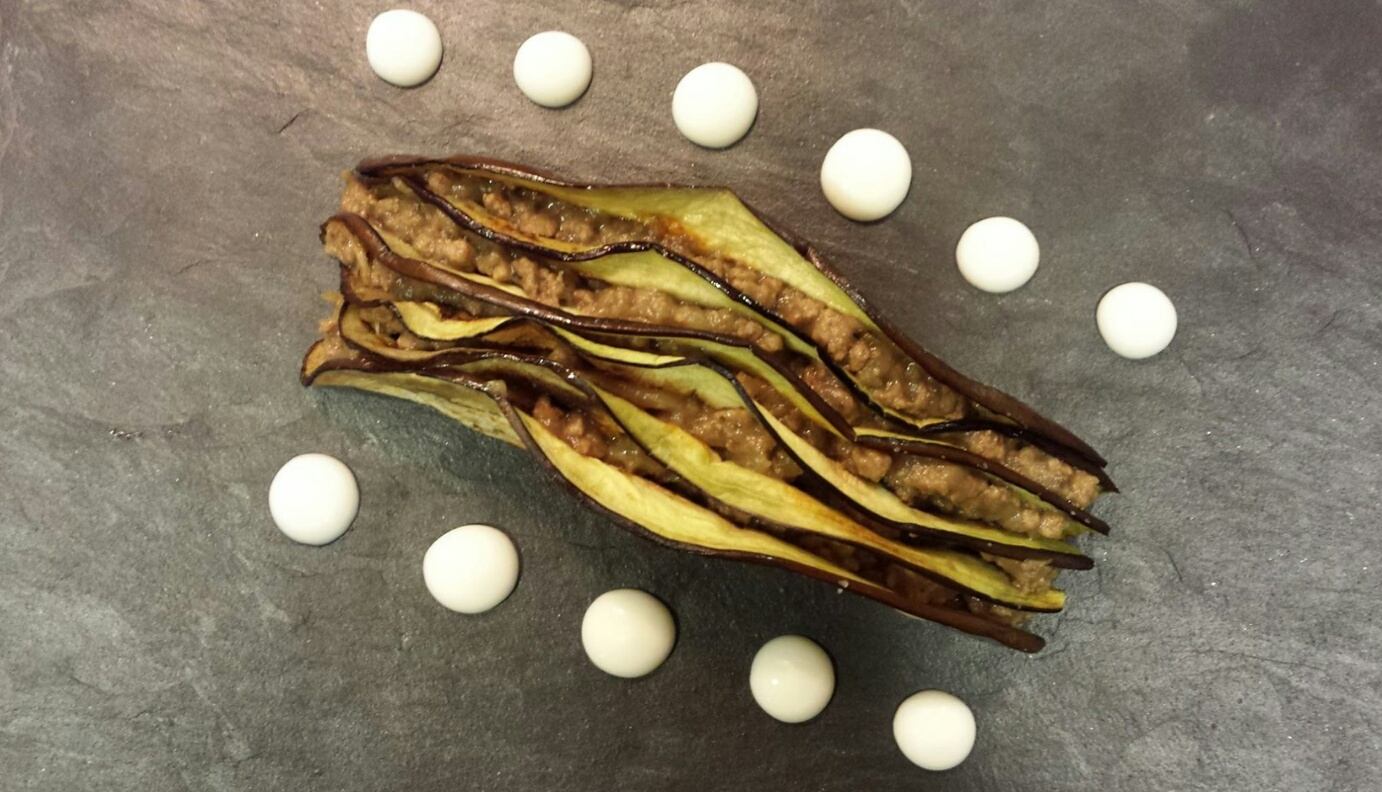
Фарширований «Прекрасний» баклажан

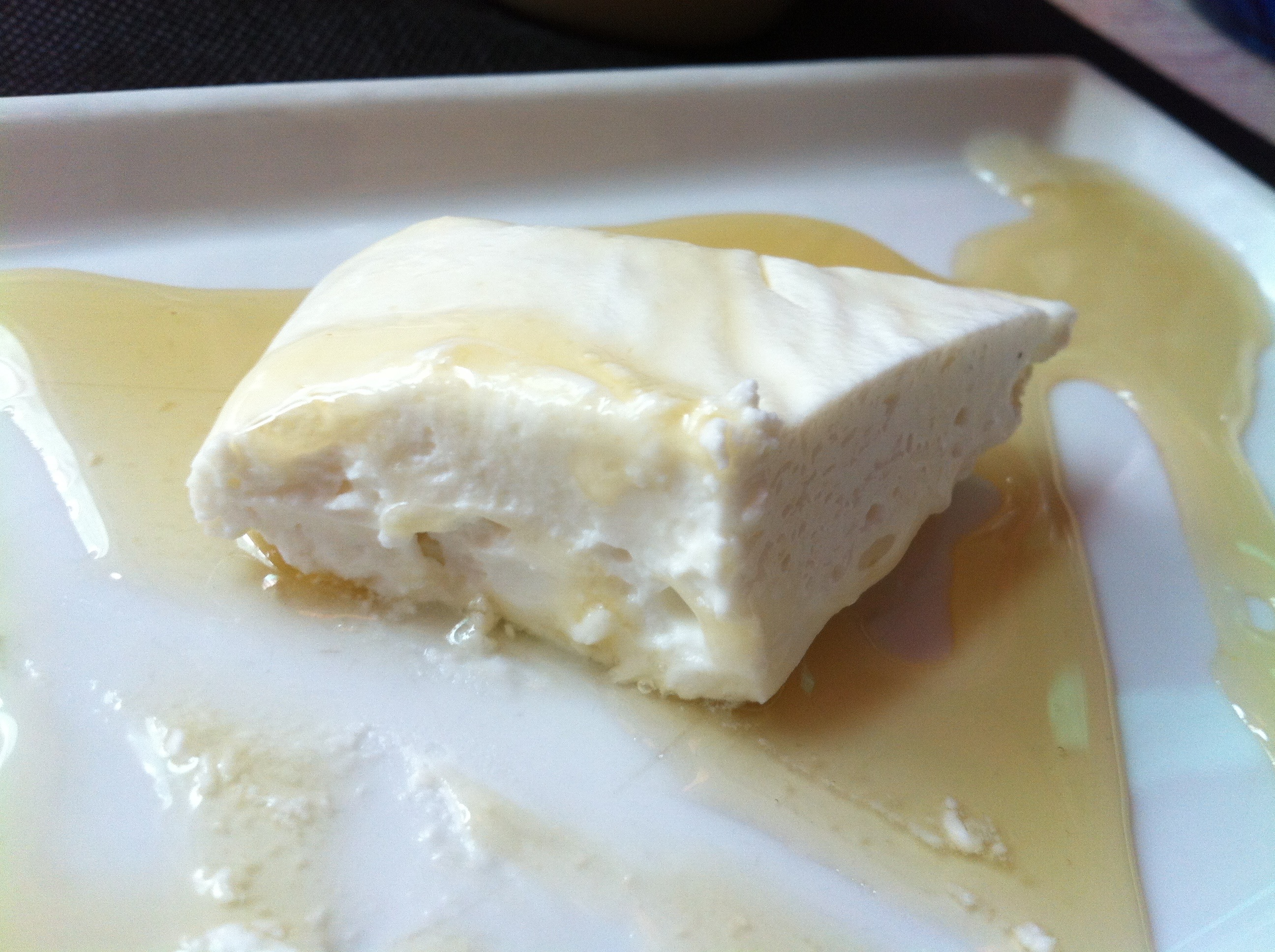
Дрібний сир з медом

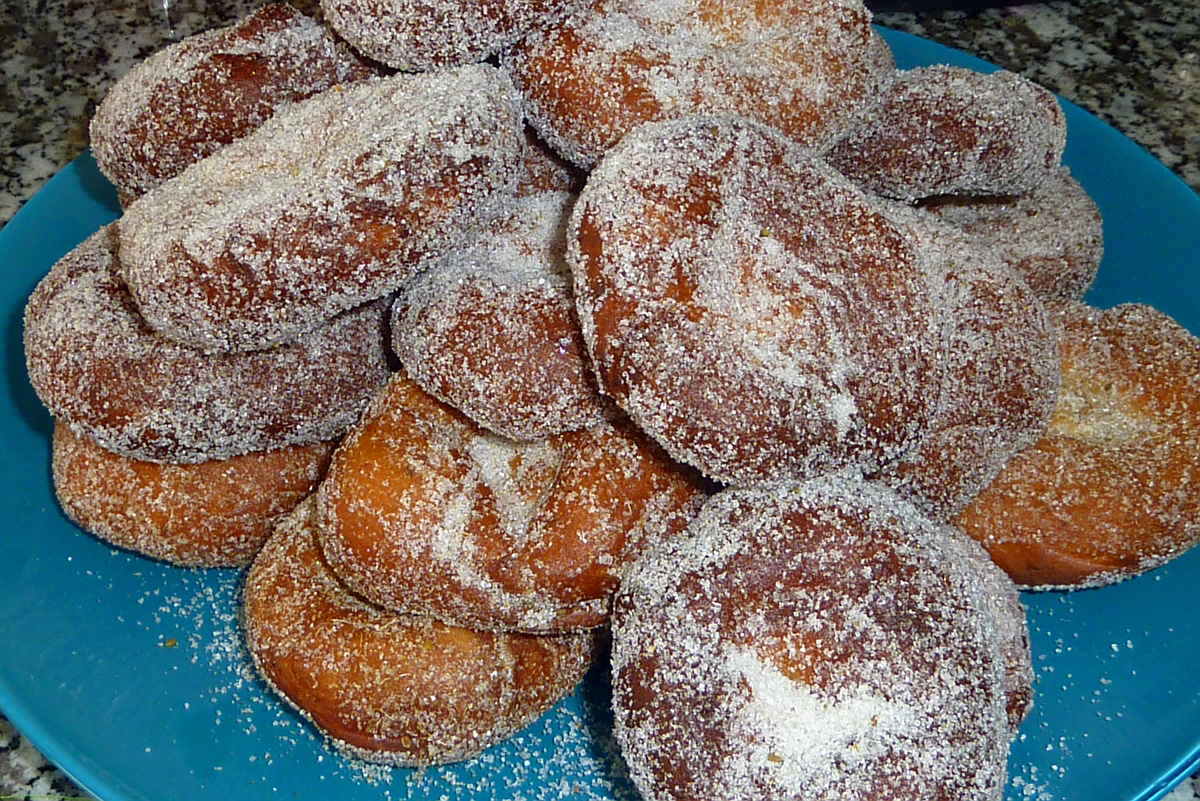
Пончики

Кухня Ампурдан використовує місцеві продукти, деякі традиційні, а деякі більш сучасні. Нижче наведено список місцевих продуктів, які найбільше вкорінилися в кулінарію цього району, вирощуються або добуваються в регіоні та викликають великий гастрономічний інтерес. Саме їх найчастіше можна знайти в ресторанах, магазинах і на ринках Ампурдан.
- Фаршировані яблука[ca]: яблука, фаршировані м'ясним фаршем. Деякі варіанти споживання: хоча традиційно їх їли на десерт, консистенція цієї страви сьогодні витіснила її також як основну страву. Типовими для регіону є фаршировані яблука з Вілабертрана, які мають захищене географічне зазначення ЄС, та вирощуються відповідно до правил інтегрованого виробництва.[7] Щорічно в середині вересня в цьому муніципалітеті проводиться ярмарок.

- Дрібний сир[ca]: свіжий м'який сир однорідного білого кольору та компактного вигляду. У роті м'який, навіть трохи губчастий. Деякі варіанти споживання: з джемами, медом або цукром. Можна використовувати для приготування морозива або кремів, пов'язаних із десертами.[8]

- Сюіхо де Жирона[ca]: солодка страва, циліндричний корж з листкового тіста, посипаний цукром і залитий кремом. Деякі варіанти споживання: десерт, на сніданок або перекус.
- Прекрасний баклажан[ca]: місцевий сорт баклажану, який вирощується лише в Ампурдан. Він насиченого та яскраво-фіолетового кольору, має овальну форму та м'який, злегка гіркуватий смак. Деякі варіанти приготування: смаження, фарширування м'ясом і запечене.

- Рис з Палсі[ca]: це високоякісний рис, вироблений в Ампурдан. Деякі варіанти приготування: зварений із зубчиком часнику та заправлений олією першого віджиму, бульйон.

- Перець чилі: це сорт жовтого або блідо-зеленого перцю чилі з м'яким смаком і тонкою подовженою формою. Деякі варіанти приготування: маринований з оцтом і заправлення олією, смаження на грилі окремо або з м'ясом.

- Цибуля Фігерас[ca]: має рожевий колір, злегка солодкуватий смак. Деякі варіанти приготування: просто сира та заправлена оливковою олією першого віджиму. Також печена для Ескалівада.

- Салат «Волосся Ангела»[ca]: листя цього сорту цикорія салатного мають дуже тонкий і не гіркий смак, хрустку текстуру. Деякі варіанти приготування: салат з розірваних руками та заправлених оливковою олією першого віджиму з сіллю листів, або з додаванням стиглого томату та маслин.

- Червоноока квасоля[ca]: дуже старий сорт квасолі в Ампурдані. З маслянистою текстурою та майже непомітною шкіркою він має м'який та дуже тонкий смак. Деякі варіанти приготування: відварені та заправлені оливковою олією першого віджиму, з додаванням кисло-солодкого оцту.

- Чорна ріпа[ca]: незважаючи на зовнішню чорноту ріпи, її м'якоть біла. Деякі варіанти приготування: обсмажені шматочки, злегка посипані борошном. додавання при тушкованні м'яса птиці або свинини.

- Олівада[ca]: типовий середземноморський рецепт намазки, приготований з чорних оливок, оливкової олії та солі. Деякі варіанти приготування: намазування на тости, а також до овочевих або рибних страв.

- Жиронські яблука[ca]: яблука з Жирона, мають захищене географічне зазначення ЄС, вирощуються відповідно до правил інтегрованого виробництва. Клімат, що сформовано біля моря, з високою інсоляцією та добовими температурними коливаннями, надає цим яблукам їх якість. Деякі варіанти приготування: сироїдіння, запечені, в компоті, пюре, як гарнір до м'ясних страв.

- Сальсифік: корінь рослини, схожий на ріпу, але з кращим смаком. Дуже традиційний в цьому районі. Дуже характерний смак з тонкими солодкими і, як не дивно, морськими нотками. Деякі варіанти приготування: злегка посипані борошном і обсмажені, в омлеті або тушковані з птицею.

- Помидори «Груша»[ca]: М'якоть плода м'ясиста, практично без кісточок, твердої консистенції, дуже ароматна та з низькою кислотністю. Деякі варіанти приготування: нарізати на скибочки та заправити оливковою олією першого віджиму, для приготування соусів та консервів.

- Анчоуси Л'Аскала: риба, приготована у розсолі. Техніку соління їжі, щоб мати можливість зберігати її протягом тривалого часу, в Ампурдан привнесли греки, а пізніше її вдосконалили римські народи. Деякі варіанти приготування: філе з оливковою олією першого віджиму.

- Свиняча ковбаса: варена ковбаса зі свинини, солі та перцю. «Біла ковбаса» не має крові. Кров'янку роблять з свинячої крові. Деякі варіанти приготування: як закуска, з хлібом і помідорами або в мисці з тушкованим м'ясом, подрібненим з картоплею і нутом.

- Горшикова ковбаса[ca]: варена м'ясна ковбаса з різних частин свині (свинячої голови, серця, нирок і куріпок, сала), яка отримала свою назву від ємності, в якій її готують. Темно-сірого кольору, у роті має медовий відтінок і виражений смак. Він може мати димний аромат, якщо він був приготований на дереві. Деякі варіанти приготування: просто розігріти на сковороді або на грилі.

- Сира ковбаса з сіллю та перцем: це сира, зазвичай, свиняча ковбаса. Деякі варіанти приготування: смаження на грилі, запікання в алюмінієвій фользі, або смаження з іншим м'ясом.
- Палтрук[ca]: це товста ковбаса, приготовлена з сечового міхура або товстої кишки (paltruc) свині, що начинені фаршем і маринованою свининою, можуть бути додані й інші інгредієнти.[9] Залежно від складових фаршу розрізняють чорну(кров'яну), білу (без крові, може бути з печінкою або язиком), яєчну (з вареними яйцями). Деякі варіанти приготування: нарізаний хліб з помідорами. Також поверх гарячих тостів розтоплюється трохи жиру, посилюючи його смак.
- Солодка ковбаса[ca]: традиційна для Ампурдана ковбаса готується з нежирної свинини, бекону, з додаванням цукру. Деякі варіанти приготування: приготована в глиняному горщику з паличкою кориці і сухими ковбасними тостами. Часто її сушать.

- Креветки з Паламоса[ca]: креветки традиційно виловлювали на узбережжі Паламоса та інших прибережних міст. Деякі варіанти приготування: з дуже тонко порізаним м'ясом на грилі.

- Морські іжаки: м'ясисті, соковиті, м'які і з сильним морським смаком. Деякі варіанти приготування: тільки в сирому вигляді з шматочком хліба.

- Ампурданські кури: мають високоякісне м'ясо. Деякі варіанти приготування: смажене, тушковане окремо або з іншим м'ясом.

- Талліна з Розасу: невеликий молюск, який багатовіково споживається на узбережжі Коста-Брава ще з 1520 року.[10] Деякі варіанти приготування: закуска, гарнір до деяких рибних страв.

- Великопісний пончик: традиційно їх готували в будинках селян цього регіону. Ці оладки зазвичай їдять під час Великого посту, особливо у Страсну п'ятницю. Вони добре зберігаються протягом багатьох днів, а потім набувають більш щільної та, для деяких, смачнішої консистенції. Маючи злегка еластичну текстуру, цікава ароматна нота зазвичай походить від анісу, який додається як ароматизатор. Кілька варіантів споживання: у будь-який час і будь-де, на закуску чи десерт.

- Флаона[ca]: це типовий каталонський пиріг у формі півмісяця, фірмова страва міста Фігерас, виготовлена з тіста з начинкою з сиру рикота або вершків. На вигляд твердий, у роті він спочатку хрусткий, щоб швидко перетворитися на кремовий набір із дуже приємною текстурою. Деякі варіанти споживання: зазвичай його приймають на сніданок або перекус, а також на десерт.

- Хліб Трамунтана[ca]: Виготовляється з пшениці, отриманої за допомогою інтегрованих технологій виробництва на сільськогосподарських полях природного парку Айгуамольс. Має рум'яну скоринку та запах закваски.[11] .Деякі варіанти споживання: з томатним соусом, смажений або не смажений.

- Оливкова олія: Ампурдан є регіоном з давніми традиціями видобутку оливкової олії. Вирощування оливкового дерева та виробництво олії бере свій початок з приходу греків. Олія виглядає чистою і прозорою. Смак і відчуття, які вона видає, змінюються залежно від фруктів, з яких він вироблений, і погодних змін кожної пори року.[12] Деякі варіанти споживання: в сирому вигляді або як засіб для смаження їжі, завжди уникаючи надмірних температур.

## Типові напої

### Вино
- Район Ампурдана є старовинним осередком виноробства. Археологи припускають, що виноградну лозу вперше завезли в цей регіон фінікійці в 5 столітті до нашої ери. Стародавні римляни та бенедиктинці пізніше також зробили свій внесок. Існує Захищене позначення походження (каталонською Denominació d'Origen Protegida) для вин, вироблених у північно-східній частині Каталонії, у провінції Жирона. Це біле вино Пералада, рожеве вино Есполла, червоне вино Капманьї.[13]

### Ромовий крем
- Він є типовим напоєм узбережжя. Це алкогольний напій, виготовлений з використанням рому, кавових зерен, цукру, цедри лимона та спецій, особливо кориці. Все кладеться в глиняну каструлю і запалюється, щоб втрачалася частина алкоголю, поки випробувачі не скажуть, що досі. Під час приготування вимикається світло, а супроводжується відповідними співами та нотами гітари.

## Інші страви

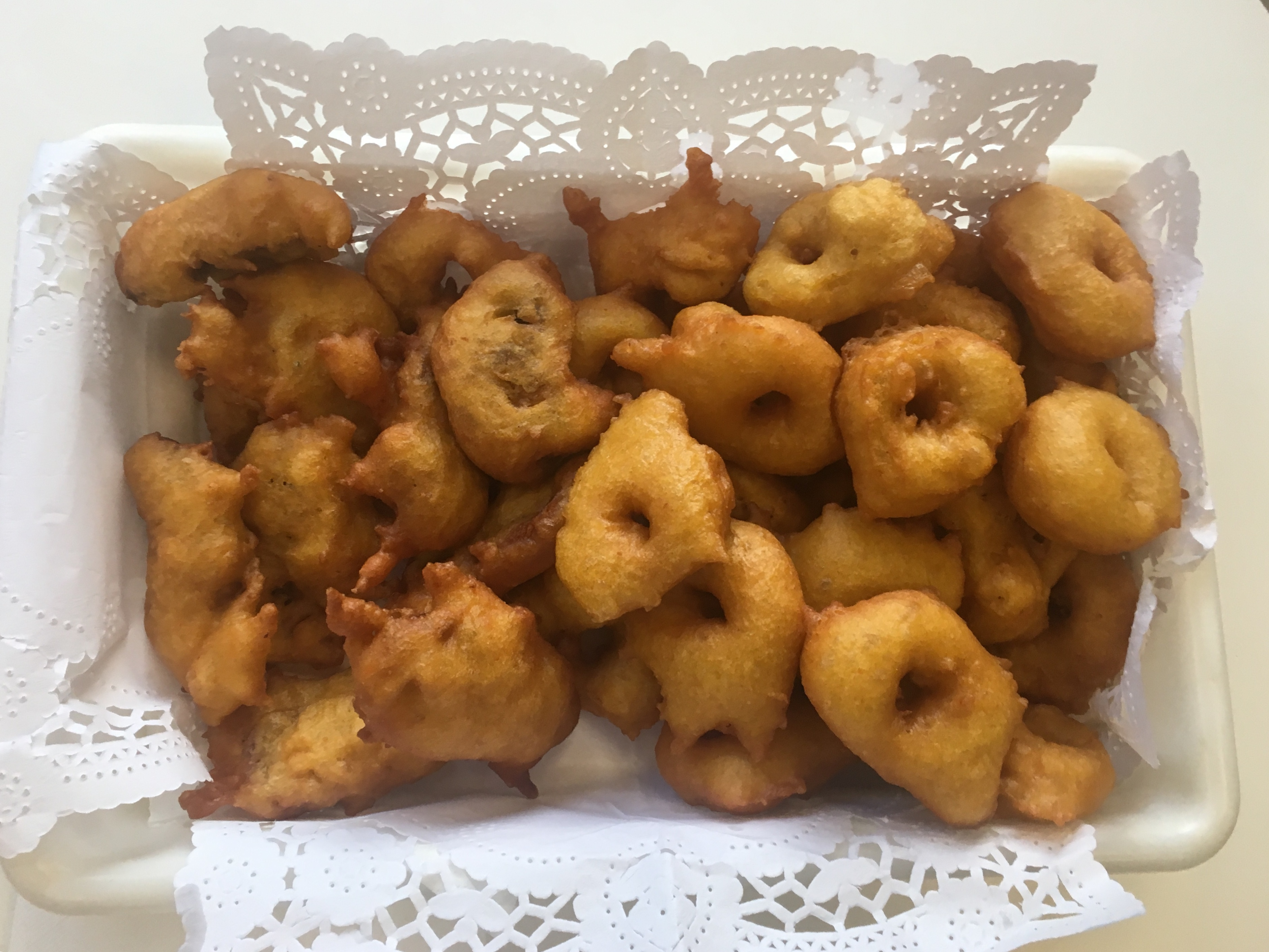
Бунюелос

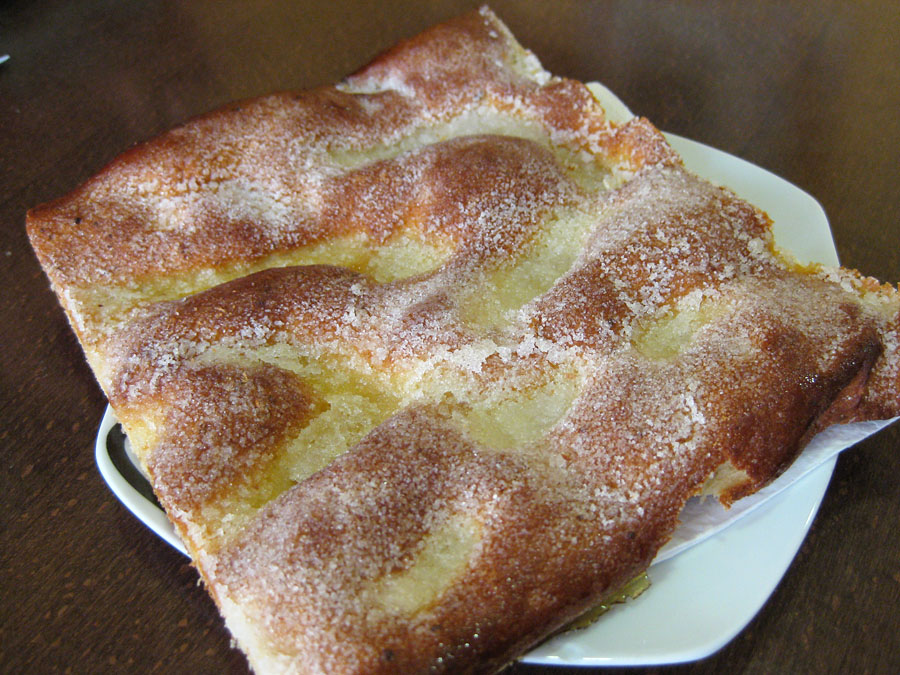
Пиріг Кока

Бунюелос (оладки) є типовими солодощами Ампурдана. Це повітряні кульки з тіста, обсмажені та посипані цукром. Мешканці містечка Ампурдан називають ці солодощі брюньйолами, що означає «погано зроблені» пончики, тобто вони не круглі чи рівні.
Походження страви не визначено. Одна з версій приписує їм арабське походження. але також пояснюється, що вони були винайдені багато століть тому монахами з Ампурдана.
Пробки з Кадакеса
Пробки з Кадакеса — це традиційні солодощі Ампурдану, які готують з XVIII століття. Імбирні пряники з цукром і маслом, у формі ковпачка (корку від пляшки з вином) з кави, яєць і борошна, просочені сиропом. Форма походить від циліндричної форми, в якій вони випікаються. Зазвичай його вживають як закуску або на десерт.
Картопляна тортилья
Картопляну тортилью готують шляхом обсмажування шматочків картоплі на оливковій олії, часто також з подрібненою цибулею і зазвичай з деякою кількістю часнику. Окремо збиваються яйця, які додають до овочів, перемішують і готують на сковороді, не перемішуючи, спочатку з одного боку, а потім з іншого.
Пирог Кока
Пирог Кока — це традиційний пиріг каталонської кухні, який в Ампурдані приймає місцеві форми. Одна з них — морквяний пиріг, який готується з яєць, цукру, цедри лимона, родзинок, борошна та тертої моркви. Каталонський Історик гастрономії та публіцистка Еліана Тібо і Комаладау своїй книзі «Каталонські коки» стверджувала, що такий пиріг їдять холодним.

## Основні інгредієнти кухні
Географічні особливості регіону Ампурдан дозволяють пропонувати споживачу найрізноманітнішу сільськогосподарську, тваринницьку та морську продукції.
Рибальство пропонує дуже широкий вибір продуктів від тунця до гароїни, рівнинна територія може вирощувати як посухостійкі культури, так й вологолюбні (зрошувана трьома дельтами (Муга, Флувіа та Тер). Поля і сади Трамунтана постачають фрукти (мигдаль, оливки, апельсини, інжир) та овочі (помідори, квасолю)та інших продуктів з відмінної якості. А також плантації оливкових дерев допомагають робити оливкову олію. Рівнинні або гірські виноградники дозволяють робити якісні вина. Велика різноманітність лісів має спаржу, розмарин, чебрець, каштани, гриби. Тваринництво має отари ягнят, телят, фермери вирощують курей, качок, свиней. А в останні роки регіон має постійну поставку екзотичних продуктів.

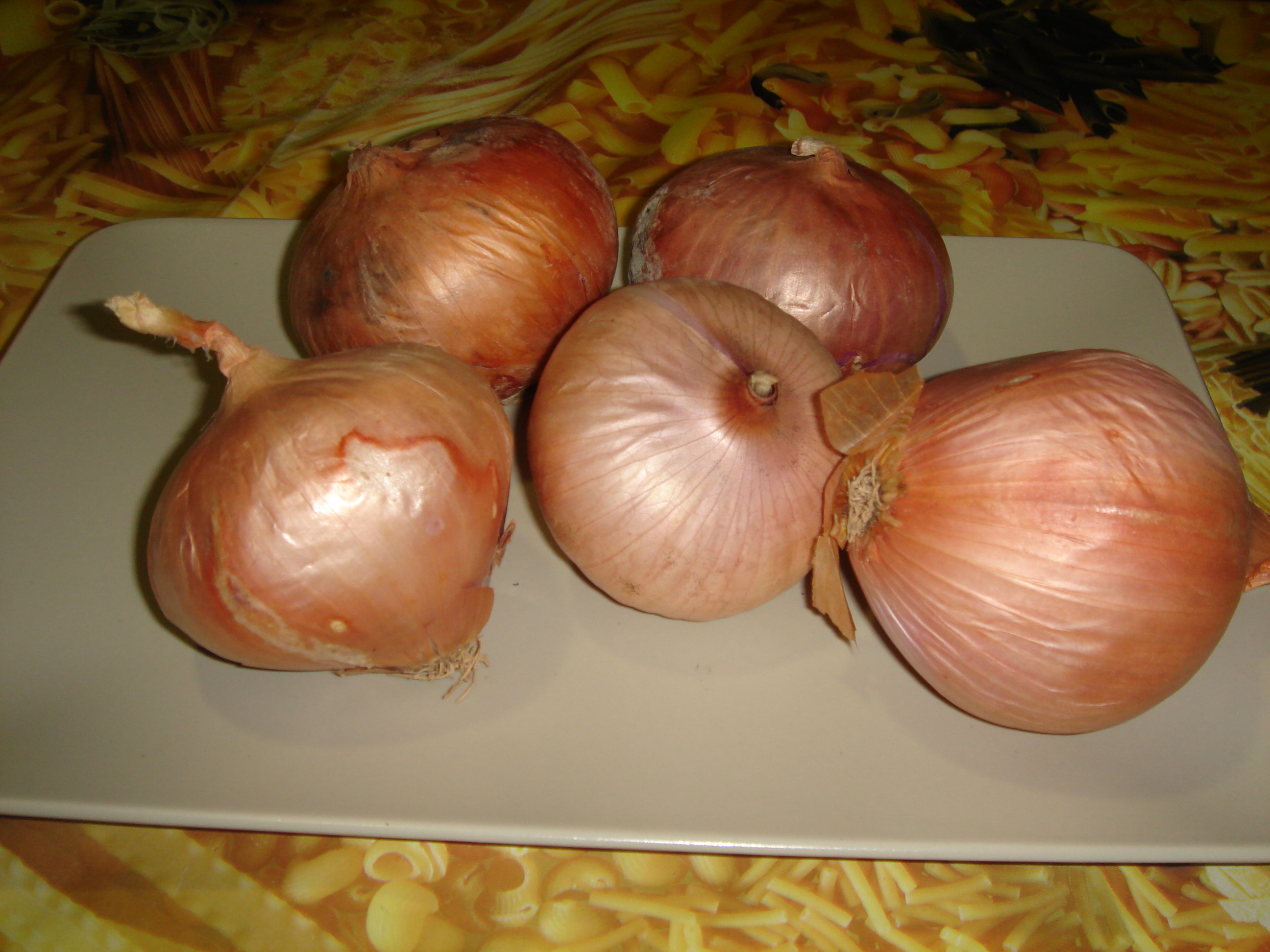
Фігерська цибуля

У списку представлені основні культури, що вирощуються в регіоні:
- Овочі: картопля, фігерська цибуля, шпинат, квасоль, горох, красиві баклажани, спаржа.
- Фрикти: виноград, яблука, абрикос, вишня, інжир, гранат.
- Зернові культури: пшениця, ячмінь, рис
- Птиця: качки, гуси, кури
- Тваринництво: свині, вівці, велика рогата худоба.
- Риба і морепродукти: анчоуси, каракатиці, вугорь, бичок, морські їжаки, мідії
- Равлики
- Гриби
- Ковбаси
- Інше: мед, оливкова олія, вино, м'які сири
- Солодощі: флаона[ca], бунюелос,Фаршировані яблука[ca]

## Гастрономічні ярмарки
- У 2008 році гастрономічне шоу «Їжте інжир!», під час якого 14 ресторанів Альт-Ампурда готували понад 125 різних рецептів з інжиром.[18]
- Виставка греко-римської кухні проходить в Л'Аскала в перші два тижні червня.
- Гастрономічні дні в Емпуріабрава Empuriabrava в травні.
- Льядо приймає найбільший сирний ярмарок у регіоні.
- Вино та гастрономічна виставка у Фігерас у вересні
- Ярмарок пончиків у центрі Фігераса.[19]
- Музичний фестиваль і ярмарок очерету у Кабанес[20]
- Ярмарок фаршированих яблук у Вілабертрані[21]
- Ярмарок олії та оливкової олії в різних ресторанах у Альт-Ампурда.[22]
- Ярмарок в Гарригелья[23]
- Виноробний ярмарок у Сант-Марті-д'Емпурієс[ca]
- Ярмарок олії Венталло[24]
- Яблуневий ярмарок в Арментері
- Ярмарок свіжого меду в Кулера
- Ярмарок цибулі у Біла-сакра
- Вишневий ярмарок Льес
- Вишневий ярмарок Таррадас
- Бобовий ярмарок Сант-Льоренс-де-ла-Муга
- Ярмарок трав у Фураляк
- Ярмарок крафтового пива в Джафре у другі вихідні липня.[25]
- Фестиваль солі та анчоусів у Ескалі.
- Тортельський ринок у Баскарі в неділю перед Вербною неділею.[26]
- Ярмарок спаржі в Порт-де-ла-Сельва[27]
- Ярмарок наприкінці березня у Фігерасі для просування продукції регіону.
- Конкурс страв і десертів для непрофесійних кухарів, орієнтованих на відновлення традиційних страв Ампурдана.